# Vida Pavlović
Vida Pavlović (Serbiska: Вида Павловић), född 1945 i Futog, Novi Sad, död 2005 i Belgrad, var en serbisk sångerska inom folkmusik.